# Bolitoglossa sima
Espèce
Synonymes
- Spelerpes simus Vaillant, 1911

Statut de conservation UICN

 LC  : Préoccupation mineure
Bolitoglossa sima est une espèce d'urodèles de la famille des Plethodontidae.

## Répartition
Cette espèce est endémique du Nord-Ouest de l'Équateur. Elle se rencontre jusqu'à 1 000 m d'altitude sur le versant Ouest de la cordillère Occidentale.

## Publication originale
- Vaillant, 1911 : Chéloniens et batraciens urodèle, recueillis par M. le Dr. Rivet, Mission du Service Géographique de l'Armée pour la Mesure d'un Arc de Méridien Équatorial en Amérique du Sud. vol. 9 (Zoologique), no 2 (Reptiles, Poisson, Batraciens), p. 45-60 (texte intégral).